# 麻雀白虎隊 東
『麻雀白虎隊 東（まーじゃんびゃっこたい あずま）』は、橋本俊二による日本の漫画作品。『週刊少年マガジン』（講談社）にて1990年第21・22合併号にて読み切り掲載され、後に1991年から1992年まで『マガジンSPECIAL』にて不定期連載された。単行本は全2巻。全6話。

## 概要
脅威的な麻雀の強さを誇る「麻雀白虎隊」の隊長である神崎 東（かんざき あずま）の活躍を描いた麻雀漫画。一見シリアスな作風ながら、荒唐無稽な場面設定や登場人物の描写が多い。
『マガジン』掲載当初は読み切り作品として掲載され、以降、設定をわずかに変更した上で、同社の『マガジンSPECIAL』に不定期ながらも正式に連載されていた。現在までに単行本が2巻まで刊行されている。
単行本第2巻の最終話において、「第2巻終わり」というクレジットとともに次回への伏線が張られているが、裏表紙に「全2巻」と印字されていたり、巻末のコミックス紹介ページにおいて「絶賛完結シリーズ」に分類されていたりする。

## あらすじ
時はまさに麻雀の勝者が敗者を支配するという乱世の時代、麻雀戦国時代を迎えていた。
麻雀によって全国制覇を目論む組織「麻雀鬼神連合」通称「雀鬼連」は日増しに勢力を増していた。全国の高校は麻雀の勝敗によって主従関係が作られ、敗者は動物以下の扱いを受けるようになった。麻雀に負けた者、借金を返せない者は、男は木に吊るされ、女は雀鬼たちの慰み者にされた。雀鬼連の勢いはとどまるところを知らず、すでに全国の高校の7割がその支配下に置かれることになった。
しかし、雀鬼連の野望を打ち砕くため、かつて「不敗伝説」を誇った最強の雀士集団「麻雀白虎隊」が今、立ち上がる―――

## 登場人物

### 麻雀白虎隊
高校麻雀会にその名を轟かしていた伝説の雀士集団。絶大な雀力を誇り「不敗伝説」をもつ4人の男たちである。トレードマークは白い長ラン。
第1話においては敵である京本 史郎により「5人」いると語られていたが、第2話からは4名体制となっている。隊員たちの名前にはそれぞれ風牌にちなむ「東」「南」「西」「北」のうちいずれかの文字が含まれているが、作中で実際にその姿が確認されるのは「東」である神崎 東と「北」の北原 涼のみである。「南」は名前のみ明らかにされ、「西」についてはその存在が確認されていない。

#### 隊員
神崎 東（かんざき あずま）
絶大な麻雀の強さを誇る白虎隊の隊長。散り散りになったそのほかの白虎隊隊員を探し全国の高校を行脚している。普段はごく変哲のない学生服に眼鏡を着用し、気弱でまじめな学生を演じ「東野誠」という偽名を名乗っている。麻雀で対決する際には白虎隊のトレードマークである白い長ランを身にまとい、眼鏡もはずす仕様となっている。
序盤から中盤にかけて必ず劣勢になるが、オーラス（南四局）でほとんどイカサマと思われる奇手で敵を翻弄し、劇的な逆転勝ちをするパターンを得意としている。
北原 涼（きたはら りょう）
第3話に登場するもう1人の白虎隊隊員。「雀聖」鬼頭勤に敗れ、私立人和（れんほう）学園の地下水路に閉じ込められていたところを東に救出される。ハープを弾くことができ、その音色で隊員にのみ通じる暗号を伝えるという特技を持つ。
作中では一度も麻雀を打つ場面がないため、麻雀の強さは未知数である。
南海 竜（なんかい りゅう）
名前だけが語られる場面があるが、作中に登場せず、麻雀を打つ描写もない。
その他の隊員
白虎隊隊員の名前から「西」に相当する隊員が存在すると推測されるが、未確認である。

### 麻雀鬼神連合（まーじゃんきしんれんごう）
略称：雀鬼連（じゃんきれん）。麻雀による日本制覇を目論む巨大な組織である。その勢力はかつて2,000名もの大軍を動員できるほどであったが、199x年、「東海道関ケ原」において行われた麻雀勝負でわずか4人の白虎隊に破れ、衰退を余儀なくされる。しかし、1年後に再び勢力を盛り返し、全国の7割の高校を支配下に治める巨大組織に復活した。
読みきり（第1話）では私立阿佐田高校を仕切る組織であり、「雀番頭（じゃんばんがしら）」を中心に数人の「雀番（じゃんばん）」が統括する比較的小規模な組織という設定であったが、連載となった第2話からは上記のとおり全国的な組織という設定に変更された。

#### 雀番
京本 史郎（きょうもと しろう）
私立阿佐田高校の雀番。ブラック・ジャックのように不自然に伸びた前髪で常に顔の左半分が隠れており、切り傷がある。
特に得意な技などはなく、麻雀白虎隊秘技「抜刀影移し（ばっとうかげうつし）」によって敗れた。
辰 丈太郎（たつ じょうたろう）
通称：「食い殺しの辰」。
かつて、関ケ原戦争において2,000名の雀鬼連軍を率いる大隊長であったが、白虎隊に敗れた責により連邦会議にかけられ、見せしめのために右腕を切断された。しかし、東を倒すため、右手に義手を身につけ復活した。私立畑学園の雀番。
得意技は鳴きを仕掛け早い段階で和了する鳴き麻雀であったが、それを逆手に取られ、麻雀白虎隊秘技「死刑台の輪舞曲（ロンド）」によって敗れた。敗れたショックで雀卓に倒れこみ憤死した。
鬼頭 勤（きとう つとむ）
自ら「雀聖（じゃんせい）」を名乗り、私立人和（れんほう）学園を治める男。
人和学園は雀鬼連に敗れた麻雀敗者たちの「駆け込み寺」となっており、鬼頭は敗者たちに麻雀指南などをしながら雀鬼連から学園を守っていた。温厚な性格で学生たちからの人望も厚く、救世主としてあがめられている。
しかしその正体は雀鬼連の幹部であり、女生徒を誘拐して雀鬼連へ送り届ける代償に、学園に危害を加えないという契約を結んでいた。
得意技は相手の手牌を透視することができる「釈迦の掌（てのひら）」。実際には右手の指輪を使った単なるガンパイである。北原のハープに気を取られた隙に東にガンパイの裏をかかれ、敗れたショックで地下水路へと続く落とし穴に転落した。
国士無双（コクシ）の重蔵
私立海底（はいてい）高校の雀番。額に「13」の刻印をもち、国士無双をこよなく愛するスキンヘッドの大男。端牌を重んじる麻雀陰道の大家に生まれ、生まれたときから国士無双で和了することを仕込まれていた。
得意技は国士無双。麻雀白虎隊秘技「諸刃の剣」により敗れ、「重蔵の塔」から身を投げて自決した。
面前 清（めんぜん ちん）
大阪城の門番を取り仕切る門番長。左目部分に不気味な仮面を身につけており、自らの居室である「王城（わんちょん）の間」において無敗を誇っている。「王城の間」には無数の調度品があり、それぞれ隠しカメラが備え付けられている。カメラで映し出された映像は面前 清の左目につけた装置を通して見ることができる。
得意技は忍法「麻雀蟻地獄」とあるが、技の内容は判然としない。麻雀白虎隊秘技「からくり人形」により敗れ、憤死した。
月光輪（げっこうりん）
大阪城ナンバー2の参謀長。通称「暁の暗殺者」。額に三日月のマークをもち、生まれついての強運を武器とする。
得意技は強運に任せた力技の麻雀であるが、九蓮宝燈を和了したことで強運を使い果たし、麻雀白虎隊秘技「皆既月食」の前に敗れた。対戦後、リボルバーで自らのこめかみを撃ち、自決した。
将軍
大阪城のトップ。後ろ姿のみの登場。

## 麻雀白虎隊秘技
東の使用する麻雀の技。
相手の得意とする戦術を逆手にとり、オーラスで劇的に大逆転し精神的ダメージを与えることを目的とする手役である。そのため、現実にありえない荒唐無稽なものがほとんどであり、実戦では到底使えないものばかりである。
抜刀影移し（ばっとうかげうつし）
第1話で京本 史郎に対して使用した技。相手に国士無双を聴牌させ、一方で自分の手牌を国士無双の十三面待ちとすることで、相手の手牌がすべて自分への放銃となるよう仕向ける技。
東一局から対面の手とまったく同一の捨て牌と手牌を維持し、不和了のままオーラスを迎える。オーラスでも同様に対面とまったく同一の捨て牌となるようにし、国士無双を聴牌するが、このときだけ手牌が相手と異なり、自分だけ十三面待ちとする。相手も国士無双を聴牌しているが、こちらは十三面待ちではないため、相手の手牌がすべて自分への放銃になるという技である。
オーラスにおける京本の手牌
の聴牌形で、待ちとなっている。
東の手配
の聴牌形で、十三面待ちとなっている。
上記のように、京本はどの手牌を捨てても東に振り込むことになってしまう。これが「抜刀影移し」である。
京本は先にをツモれば勝つことができるが、京本がツモった牌はであった。
死刑台の輪舞曲（しけいだいのろんど）
第2話で辰 丈太郎に対して使用した技。序盤から大三元を確定させるために故意に  を捨て、相手に三副露させる。相手の手牌が4枚になった状態で3面待ちのオープンリーチを宣言する。その後の相手のツモは全て自分への振込み牌になり、次第に手牌が崩れ、自分へ放銃せざるを得ない状態にする技である。
オーラスにおける辰の手牌
         の聴牌形で、の両面待ちとなっている。
オーラスにおける東の手牌
の聴牌形で、の三面待ちの状態でオープンリーチを宣言。
この状態から、辰の手牌の変化は次のようになる。
          ツモ 東の当たり牌のため、待ちを変更せざるを得なくなる。
          ツモ 東の当たり牌のため、聴牌を崩さざるを得なくなる。
          ツモ
          ツモ
          ツモ
ここで技は完成し、辰は手牌のどれを捨てても東への放銃となってしまう。
諸刃の剣（もろはのつるぎ）
第4話で重蔵相手に使用した技。河に以外の13種の么九牌を捨て、同時に手牌でも待ちの国士無双を聴牌し、相手からを引き出して和了する技。つまり、捨て牌と手牌のどちらも同じ待ちの国士無双をつくる技である。
序盤から河に国士無双をつくり、「捨て牌で国士無双をつくっている」ということを強く相手に印象付ける。以後、一度も和了することなく、直接役満を放銃しなければ逆転できないほどの点差が広がった状態でオーラスを迎える。オーラスでは、これまでと同様に么九牌を捨て続けるが、唯一だけ捨てない状態にする。さらに、手牌でも待ちで国士無双を聴牌し、リーチを宣言する。
このとき、相手も国士無双を聴牌しており、さらに相手は場にが4枚すべて見えている状況になっている。相手は4枚見えているで和了できる手役はないと判断しを捨てるが、それで和了するという技である。
オーラスにおける重蔵の手牌
の聴牌形で、待ちとなっている。
東の手牌
の聴牌形で、待ちとなっている。捨て牌はを除く么九牌である。
このとき、重蔵はをツモする。場にはドラ表示牌としてが見えており、重蔵の目からはが4枚すべて見えていることになる。したがってで和了し、かつ逆転する手役は考えられないため、重蔵はを安牌とみなし、放銃してしまう。
からくり人形
第5話で面前 清に対して使用した技。相手が手牌を見られる状態にあることを逆手に取り、手牌をさらしつつツモ牌を伏せていくことで相手の動揺を誘い、相手に手役を誤解させ放銃を誘うという技である。
これまでと同様にオーラスまで不和了で通し、相手から三倍満を直接放銃しなければ逆転できないという点差にする。ツモ牌を伏せていくことで相手の動揺を誘い、さらに点差から相手に手役を誤認させることで放銃を引き出す。
オーラスにおける清の手牌
の大車輪一向聴となっている。ここで、をツモり、役満のためにはが浮く形になる。
東の手牌

点差を考えると一色手の三倍満狙いであると「誤認」させているが、実際にはこのとき東の手牌は以下のようになっている。
の聴牌形で、役満四暗刻のの単騎待ち。
清は安牌であると誤認し、役満手の余り牌であるを放銃する。
皆既月食
第6話で月光輪に対して使用した技。特にこれといった仕掛けもなく、九蓮宝燈の当たり牌を相手に引かせ、放銃させるという技。

## 単行本
- 橋本俊二 『麻雀白虎隊 東』講談社〈少年マガジンKC〉、全2巻
  1. 第1巻 - （1992年11月17日）ISBN 4-06-311849-5
  2. 第2巻 - （1993年1月16日）ISBN 4-06-311865-7